# Agaricus bresadolanus
Agaricus bresadolanus (Gábor Bohus, 1969) din încrengătura Basidiomycota, în familia Agaricaceae și de genul Agaricus este o specie de ciuperci otrăvitoare saprofită rară, fiind o descompunătoare ulterioară. O denumire populară nu este cunoscută. Trăiește în România, Basarabia și Bucovina de Nord în România, Basarabia și Bucovina de Nord, pe soluri mai nisipoase și terenuri prelucrate în parcuri și grădini, nu rar pe lângă sau sub copaci de foioase (adeseori descoperită sub salcâmi) și tufișuri, pe pajiști, în grupuri. Apare de la câmpie la munte, din (mai) iunie până în octombrie (noiembrie).

## Taxonomie

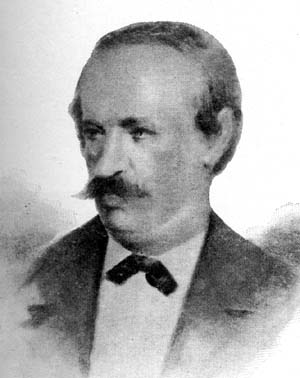
C. Vittadini

Numele binomial Agaricus bresadolanus (ca bresadolianus) a fost determinat în limba latină de micologul maghiar Gábor Bohus (1914-2005) în volumul 61 al jurnalului științific Annales Historico-Natureles Musei Nationalis Hungarici carniolica din 1969, fiind și numele curent valabil (2024).
Denumirile anterioare, anume Agaricus campestris var. radicosus din 1834 al botanistului italian Domenico Viviani (1772-1840)  precum Agaricus campestris var. radicatus al compatriotului său, al micologului Carlo Vittadini din 1835, sunt văzute doar sinonime. 
De asemenea, toate celelalte încercări de redenumire și variațiile descrise sunt acceptate.
Epitetul specific bresadol(i)anus a fost creat de Gábor Bohus în onoarea renumitului micolog și preot romano-catolic Giacomo Bresadola.

## Descriere

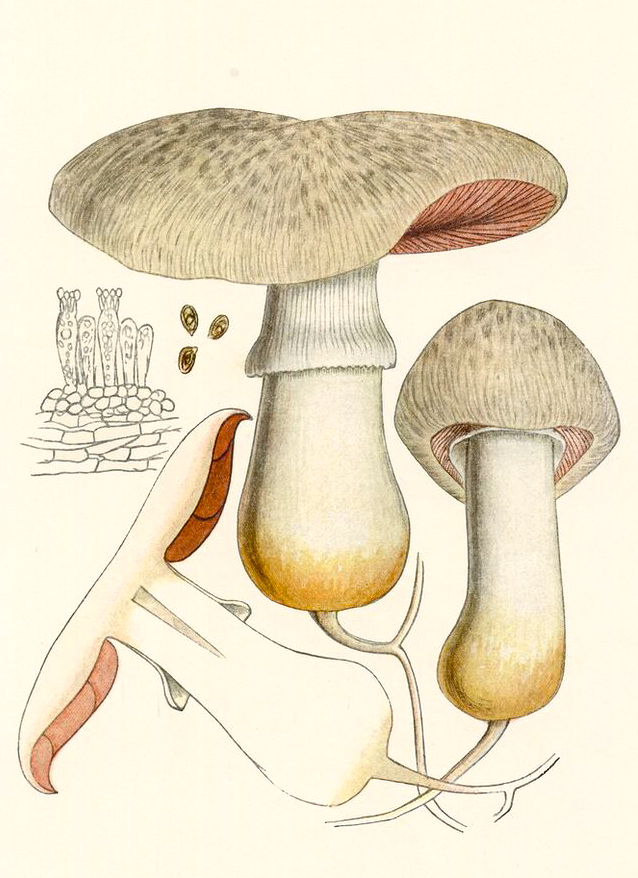
Bres.: Psalliota campestris var. radicata

- Pălăria: cu un diametru de 6-13 cm, este cărnoasă, slab fibroasă și amenajată central peste picior, fiind în primul stadiu globuloasă și acoperită de vălul parțial, apoi semisferică cu margine răsfrântă către interior, și în sfârșit extinsă nu rar ușor deprimată. Cuticula albicioasă care poate fi ușor separată de carnea pălăriei este niciodată vâscoasă sau lipicioasă ci mereu uscată, presărată cu solzi deschis roșiatic-maronii trapezoidali dispuși într-un disc în formă de stea care se desfac/sparg repede, în mijloc mai închis galben-bruni și cu marginea mai deschisă.
- Lamelele: sunt lungi, aglomerate, subțiri și neaderente la picior (libere), fiind inițial roz, apoi carneu-cenușii și în final violet-maronii închis până la brun ciocolatii cu margini mai deschise, fiind acoperite la început de o cortină groasă și albuie (rest al vălului parțial).
- Piciorul: cu o înălțime de 5-10 cm și o lățime de 1-2,2 cm, este alb, fibros, plin, mai mult sau mai puțin clavat, canelat peste inel, în rest neted, la baza umflată (până la 3cm) maroniu acoperit cu un văl tranzitoriu și fire de miceliu înrădăcinate. Tulpina se termină cu o rădăcină lungă. Inelul care atârnă este alb, subțire, membranos, neted, uneori cu o margine dublă.
- Carnea: este destul de compactă și tare, cu o textură fibroasă mai ales în tulpină, în pălărie și picior albă, ușor înroșită în zona lamelelor, baza tulpinii fiind galben ruginie. Se decolorează încet roșu după o secțiune longitudinală. Mirosul este la început plăcut de ciuperci, la maturitate adesea cu o notă care amintește slab de fenol, dar gustul este neplăcut.[3][4]
- Caracteristici microscopice: sporii sunt netezi și elipsoidal-ovoidali, fără por de germen cu o dimensiune cuprinsă între 5,5 (6)-7,5 (9) x 4-5 microni. Culoarea lor este brun-purpurie. Basidiile clavate cu cap îndreptat au o dimensiune de 25-30 x 7-10 microni. Cheilocistidele (elemente sterile situate pe muchia lamelor) care pot lipsi uneori sunt variabile, în formă de pară până în cea de măciucă, unele iregulare.[8][9]
- Reacții chimice: nu reacționează  la testul lui Schaeffer,[10] un test care utilizează reacția anilinei și acidului azotic de la suprafață, dezvoltat de micologul german Julius Schäffer (1882-1944) pentru a ajuta la identificarea speciilor Agaricus.

## Confuzii
În mod general Agaricus bresadolanus poate fi doar confundat cu alte specii de genul Agaricus în majoritate comestibile, de exemplu cu Agaricus abruptibulbus, Agaricus albolutescens, Agaricus arvensis, Agaricus campestris (comestibil), Agaricus comtulus Agaricus placomyces (otrăvitor), Agaricus silvaticus, Agaricus silvicola, Agaricus urinascens sin. Agaricus macrosporus (comestibil) sau Agaricus xanthodermus (otrăvitor).

## Specii asemănătoare în imagini

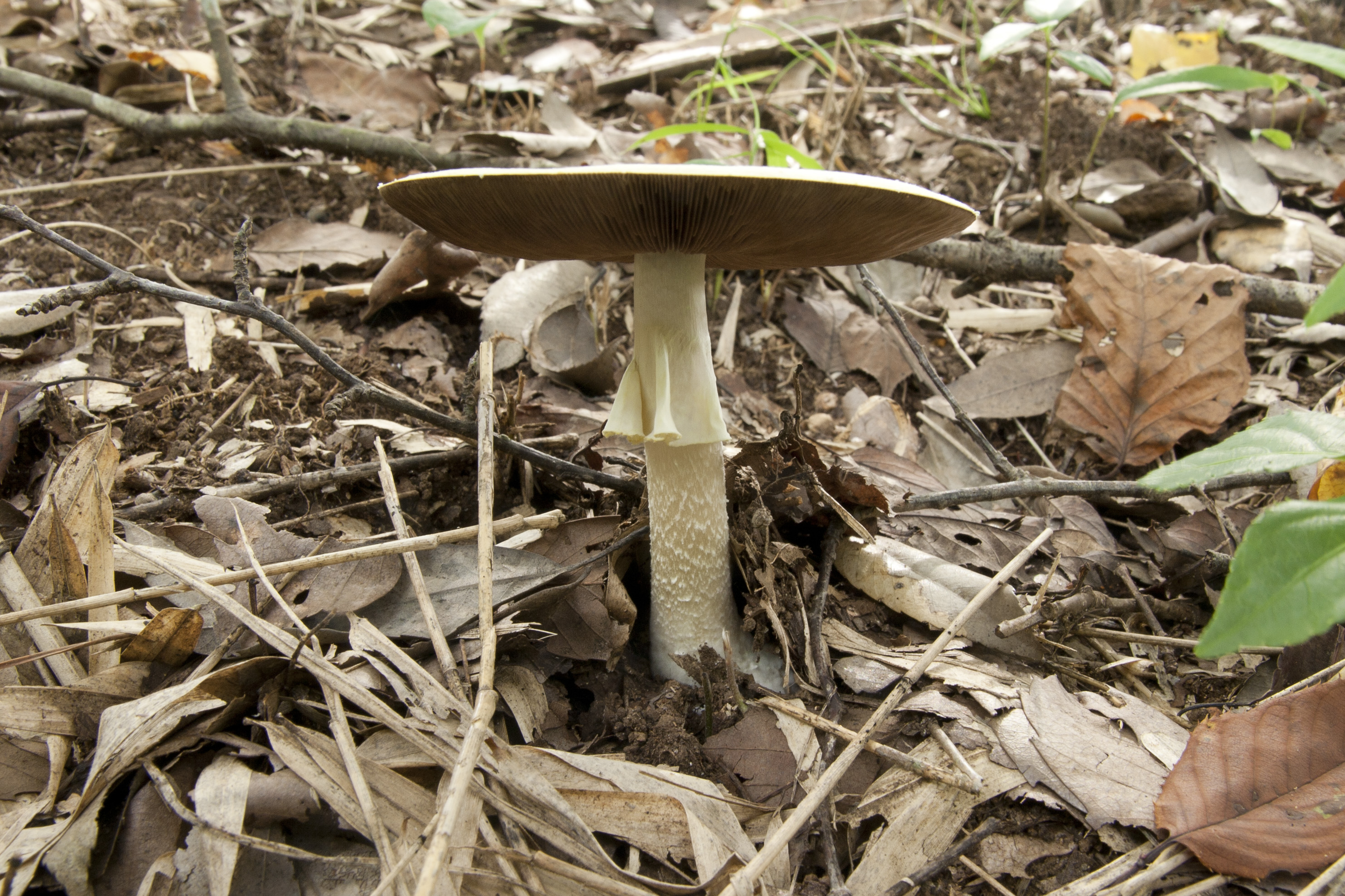
Agaricus abruptibulbus
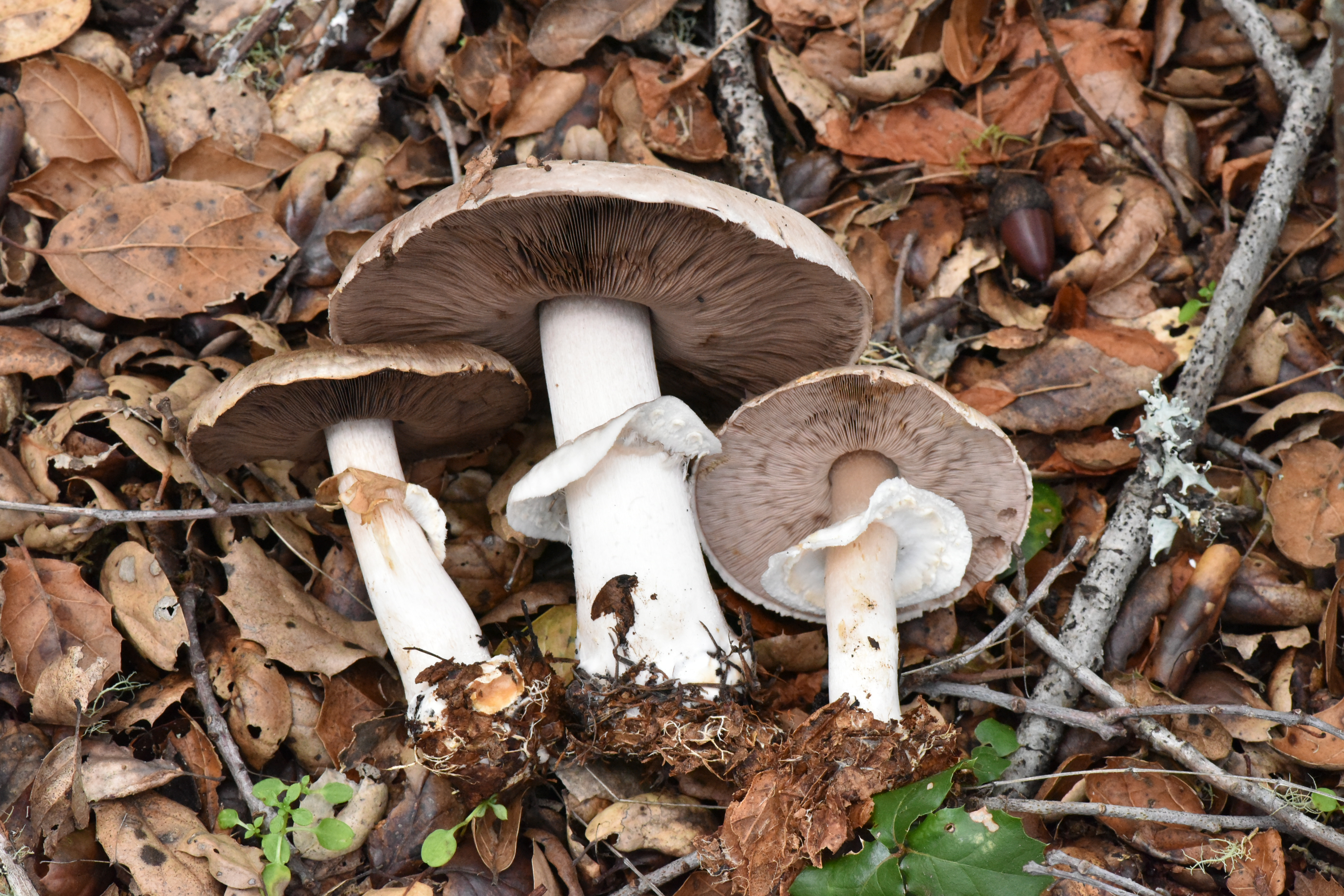
Agaricus albolutescens
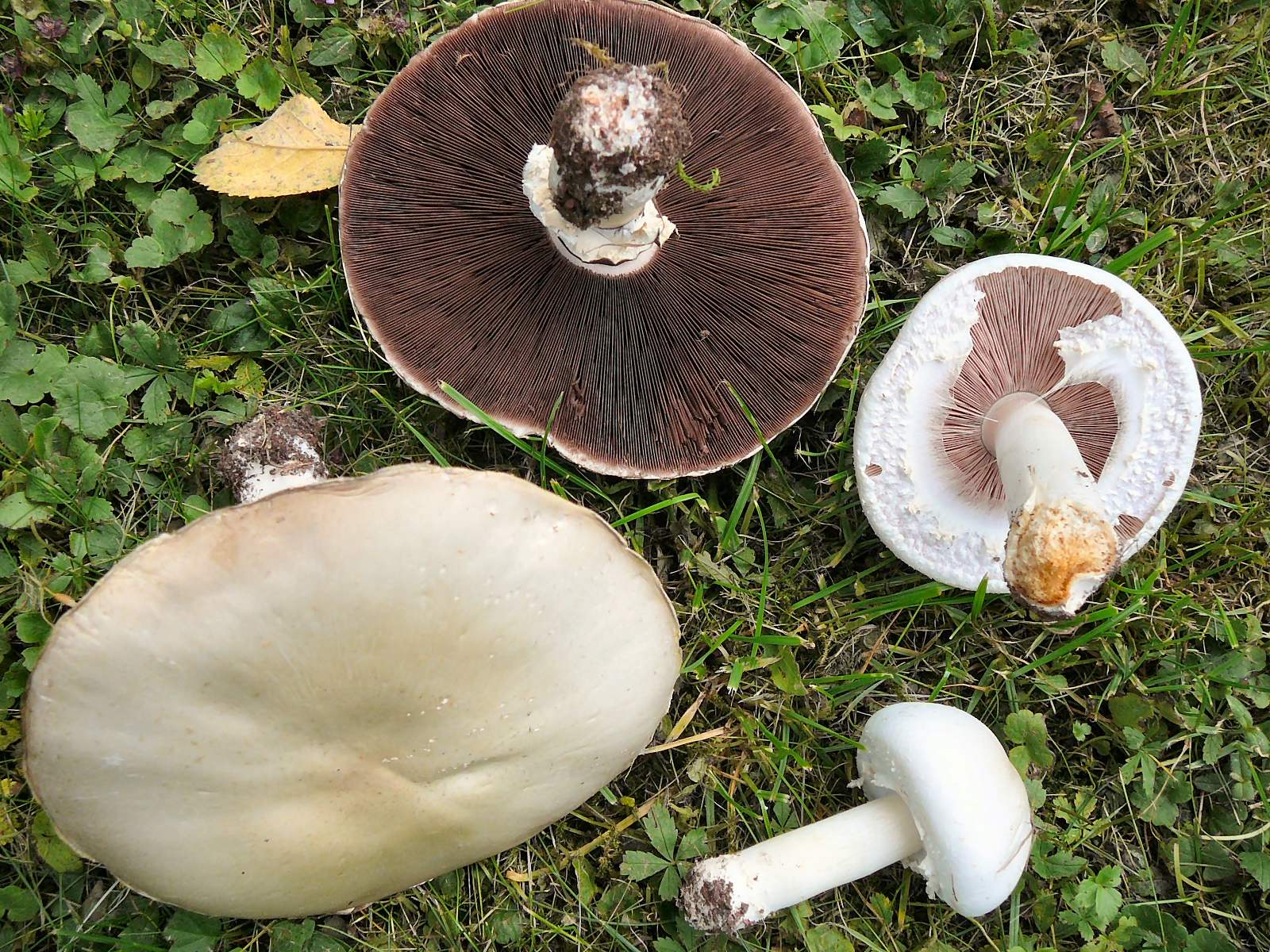
Agaricus arvensis
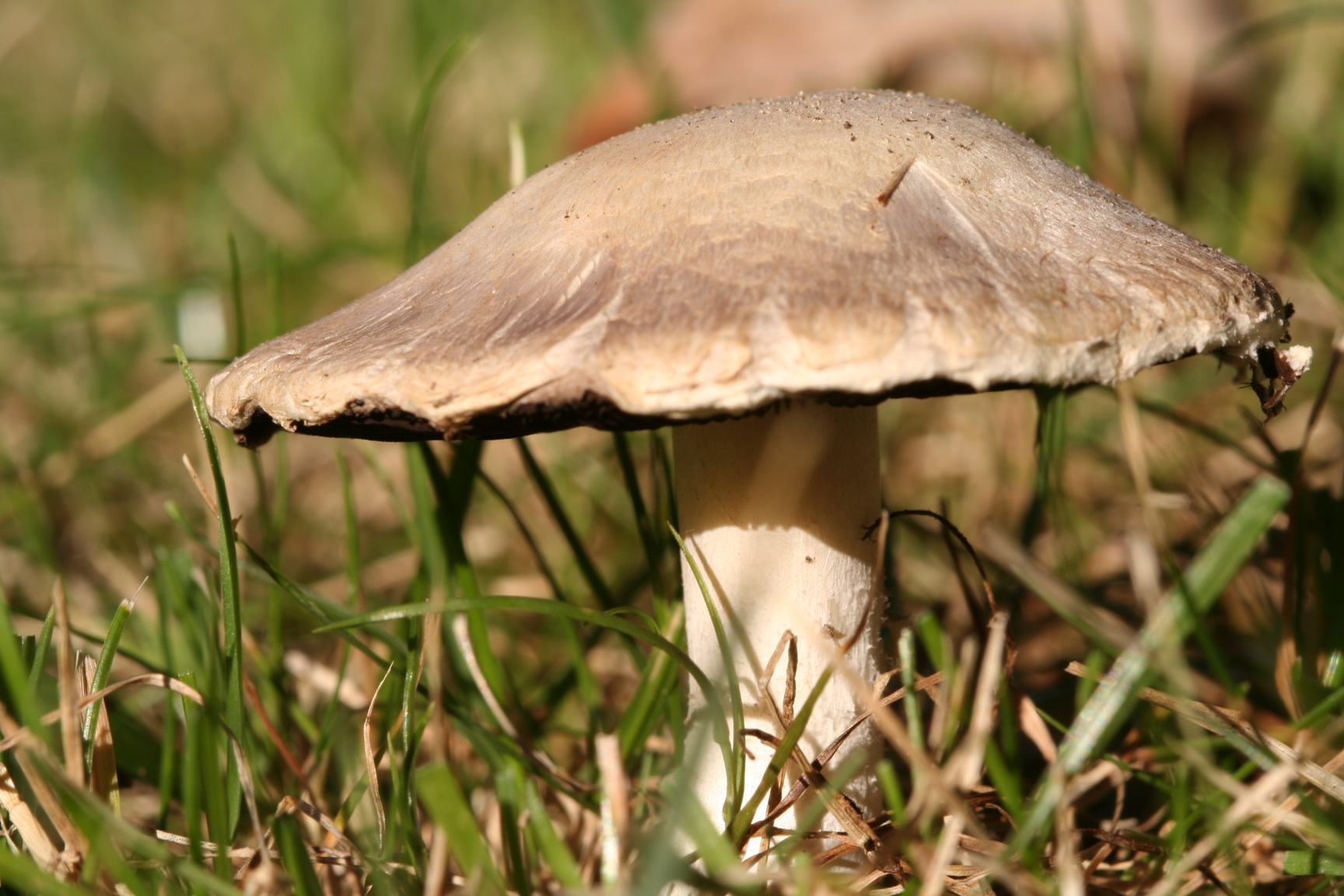
Agaricus campestris
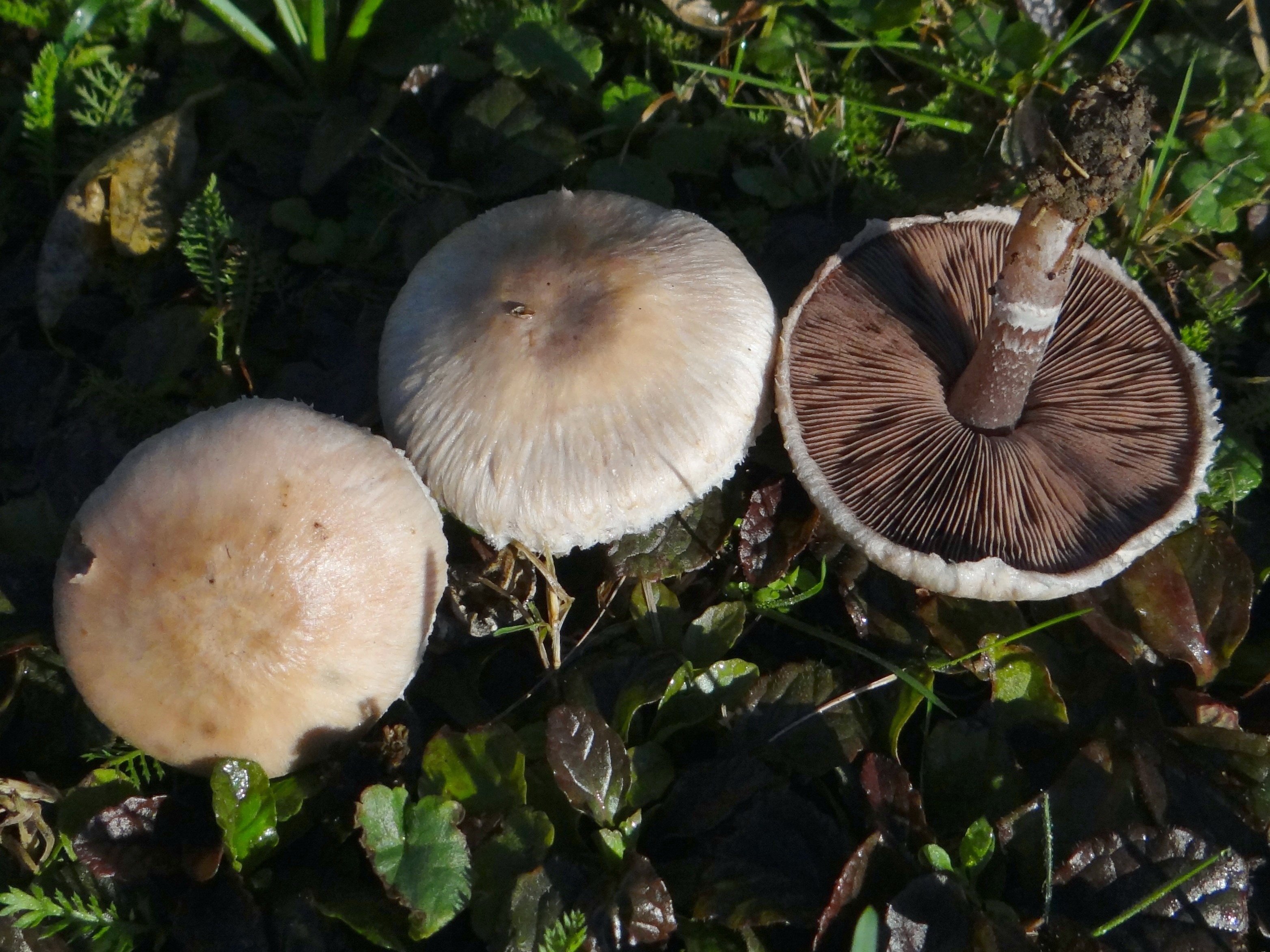
Agaricus comtulus

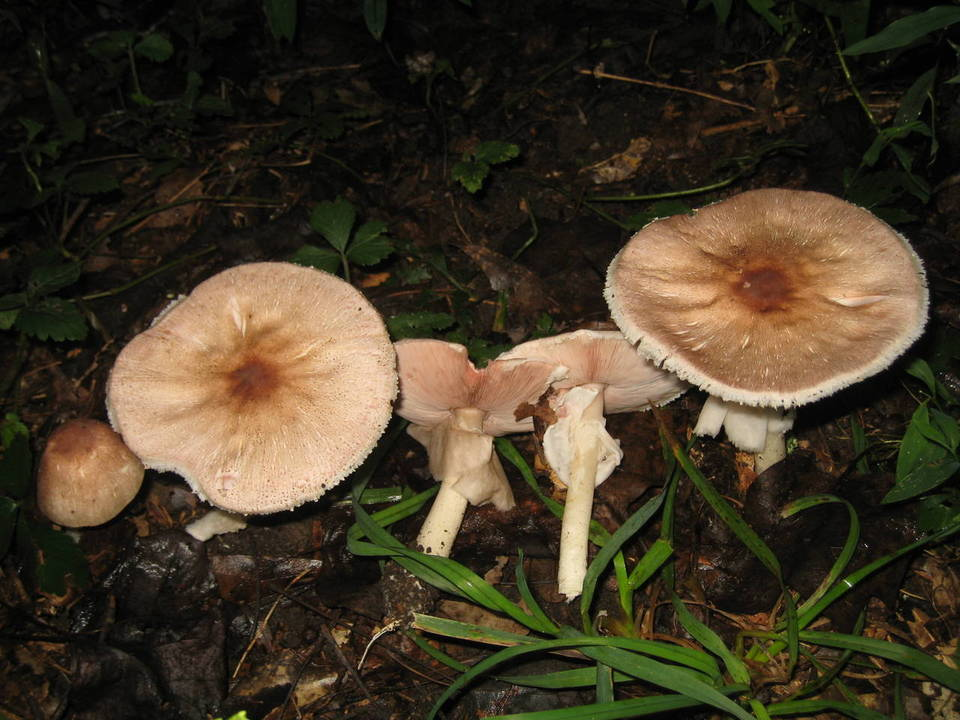
!!Agaricus.placomyces!!
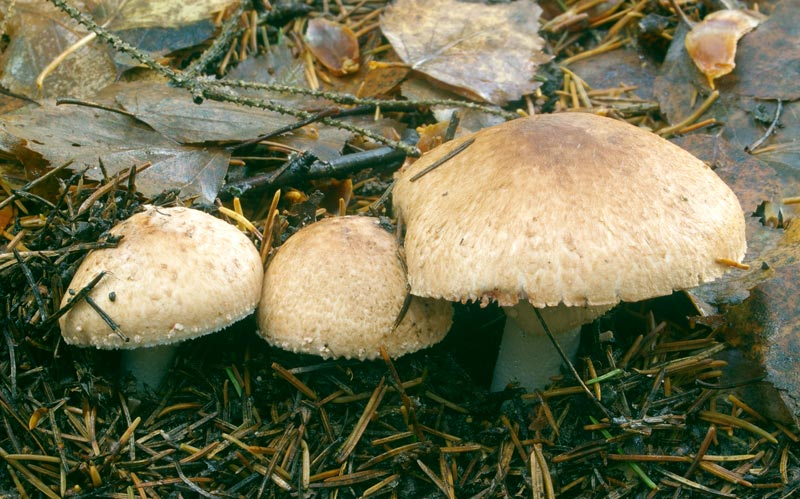
Agaricus silvaticus
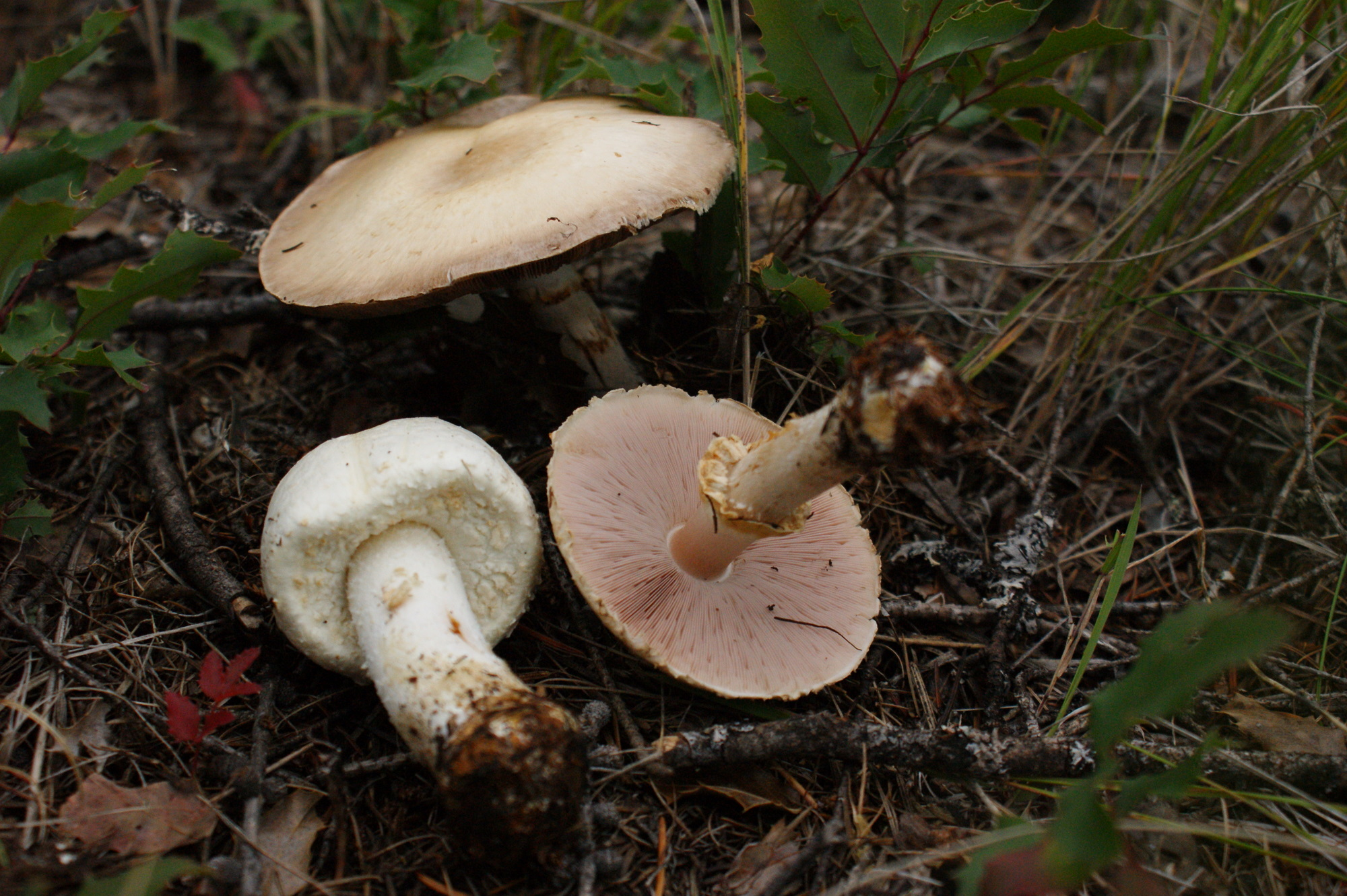
Agaricus silvicola
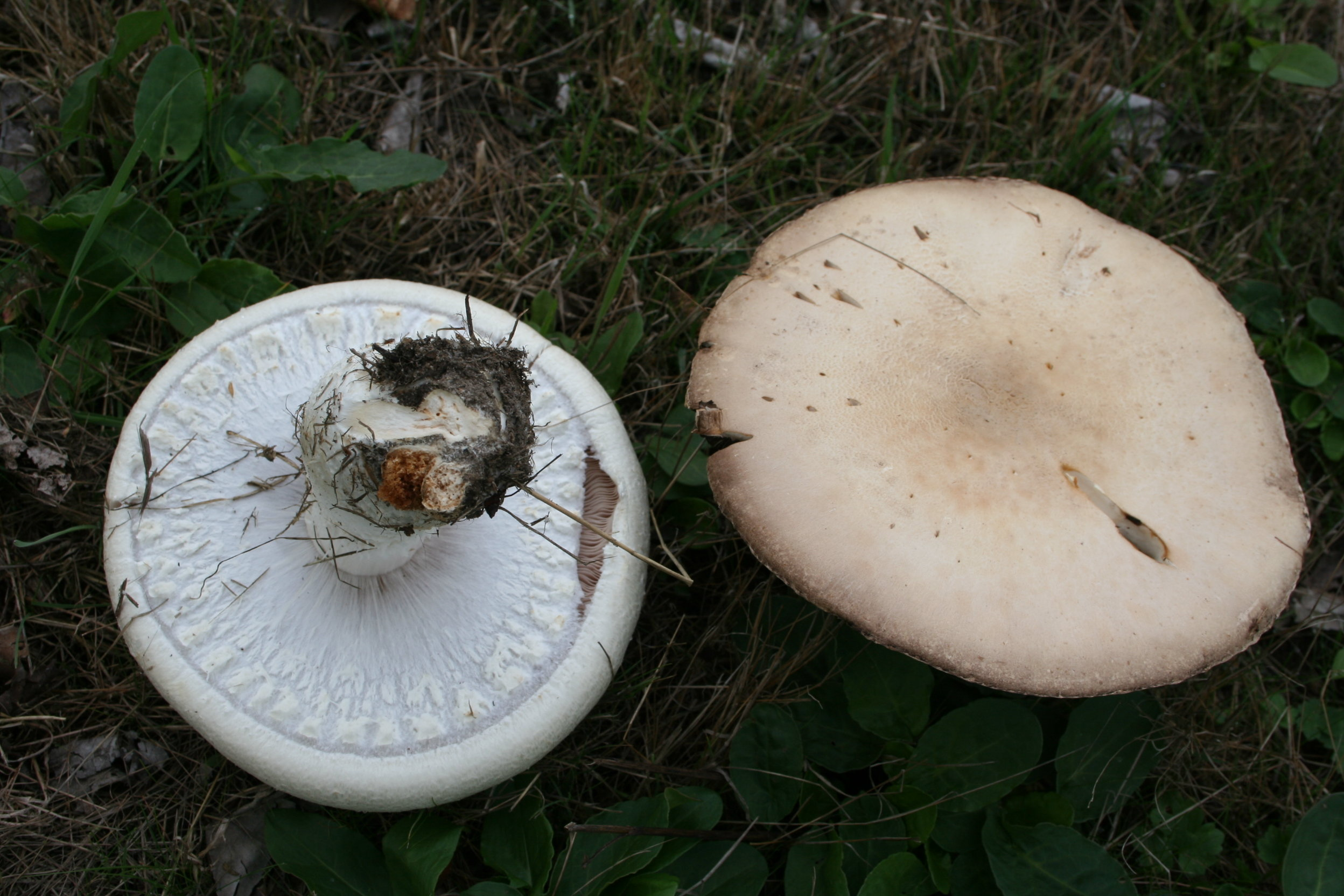
Agaricus urinascens sin. Agaricus macrosporus
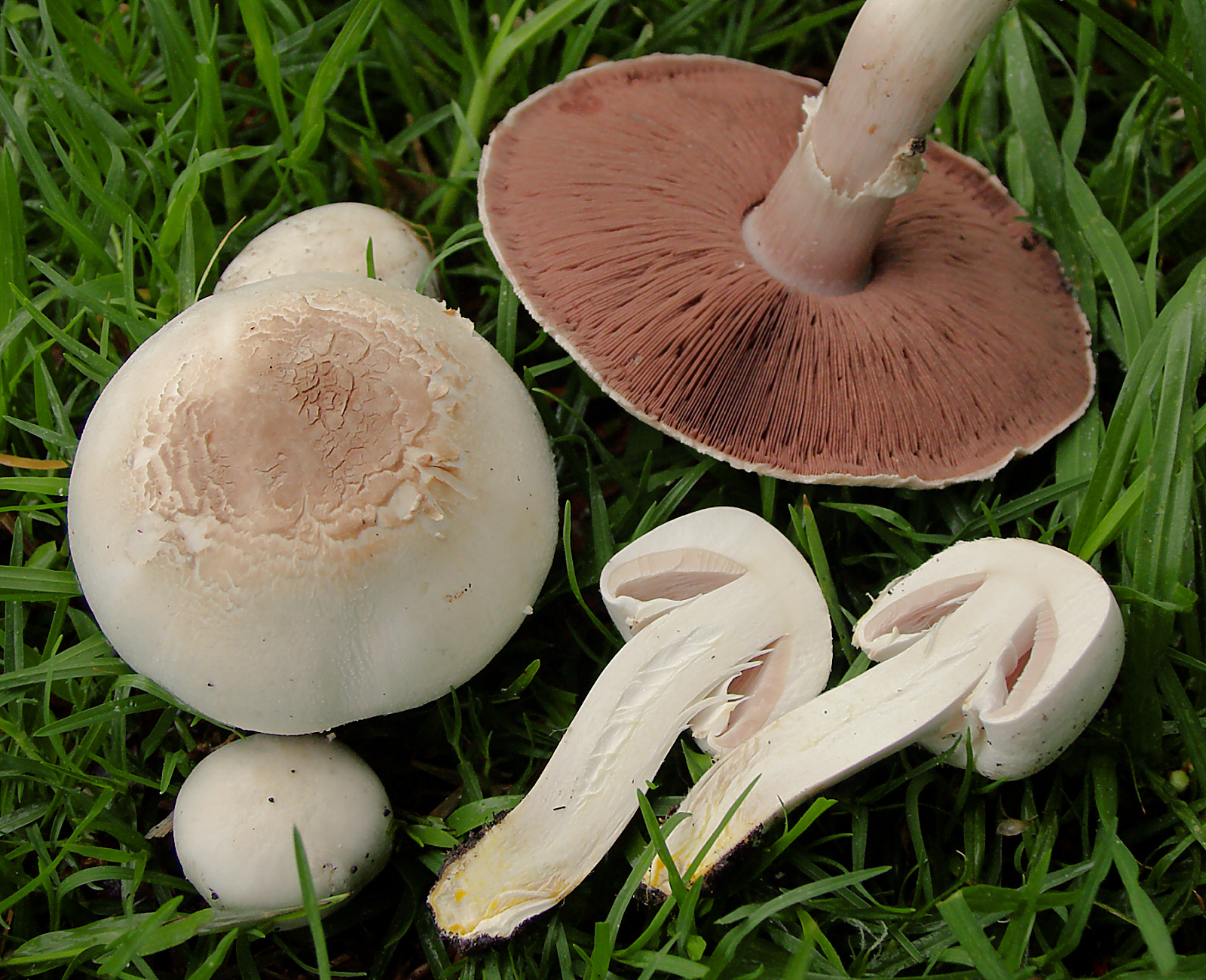
!! Agaricus xanthodermus !!

## Valorificare
Agaricus bresadolanus este de fapt o ciupercă misterioasă. Unii autori o declară comestibilă, alții diferențiază, văzând în Agaricus bresadolanus o specie comestibilă, dar în Agaricus romagnesi una otrăvitoare. Dar Index Fungorum și MycoBank au hotărât că Agaricus romagnesi (precum Agaricus radicatus) sunt doar sinonime ale speciei aici descrise. 
Agentul cauzal al unui episod de otrăvire din Norfolk în 2009, a fost identificată prin tehnicile de secvențiere ADN drept Agaricus bresadolanus.